# Quận Trung Tâm (Địa hạt Qom)
Quận Trung Tâm của Địa hạt Qom (tiếng Ba Tư: بخش مرکزی شهرستان قم) thuộc tỉnh Qom, Iran. Thành phố thủ phủ là Qom.
Tại cuộc Thống kê Quốc gia năm 2006, dân số được thống kê là 988,462 người trong 248,913 hộ gia đình. Cuộc khảo sát thống kê tiếp theo vào năm 2011 thống kê được 1,102,921 người trong 306,395 hộ gia đình. Tại cuộc khảo sát mới nhất vào năm 2016, quận này có 1,235,485 người cư trú trong 365,662 hộ gia đình.
| Các khu vực hành chính | 2006    | 2011      | 2016      |
| ---------------------- | ------- | --------- | --------- |
| Quận ngoại ô Qanavat   | 16,658  | 13,529    | 15,617    |
| Quận ngoại ô Qomrud    | 6,615   | 5,694     | 7,043     |
| Qanavat (thành phố)    | 7,693   | 9,662     | 11,667    |
| Qom (thành phố)        | 957,496 | 1,074,036 | 1,201,158 |
| Tổng cộng              | 988,462 | 1,102,921 | 1,235,485 |